# Gulielmus Cobben

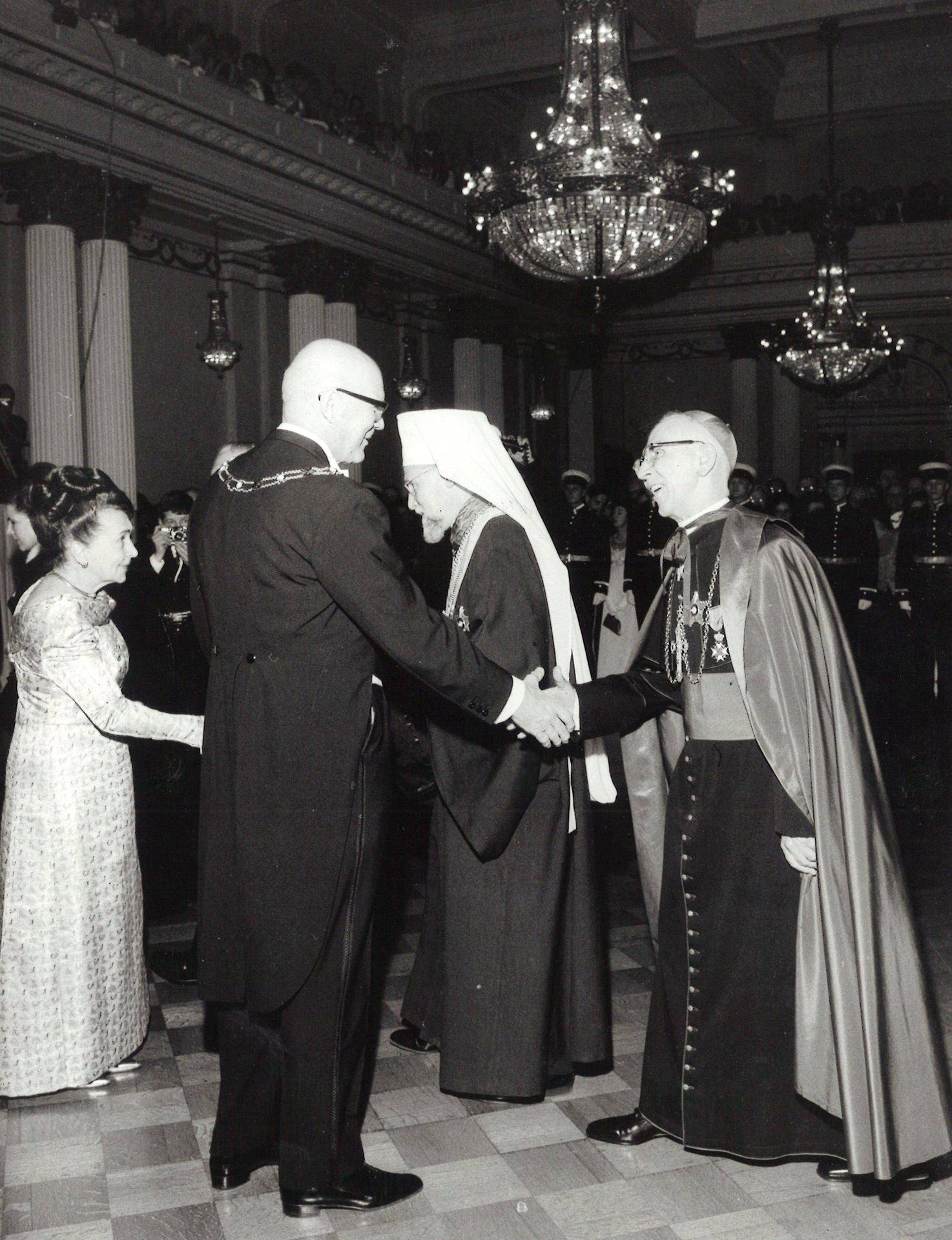
Gulielmus Cobben (t.h.) i finska självständighetsdagen 1966.

Gulielmus Cobben, född Willem Petrus Bartholomaeus Cobben 29 juni 1897 i Sittard, Nederländerna, död 27 januari 1985 i Sittard, Nederländerna, var romersk-katolskpräst och biskop. Han kom att vara den första biskopen i Helsingfors romersk-katolska stift i Finland. Cobben prästvigdes år 1924 och utnämndes till apostolisk vikarie för Finland år 1933. Han biskopsvigdes till titulärbiskop av Amathus in Palaestina år 1934.
År 1955 grundades Helsingfors romersk-katolska stift. Då blev Cobben biskop i stiftet, för hela Romersk-katolska kyrkan i Finland. År 1967 avgick han från denna post och utnämndes till titulärbiskop av Tamagristan. Den positionen höll han ända till år 1976.

## Utmärkelser
- Riddare i Nederländska Lejonorden[1]
- Riddare av Solidaritetens stjärnorden[1]
- Riddartecknet av I klass av Finlands Vita Ros’ orden[1]
- Kommendörstecknet av I klass av Finlands Vita Ros’ orden[2]

[Redigera Wikidata]